# Ljudmila Ivanovna Černih
Ljudmila Ivanovna Černih (ukrajinsko Людмила Іванівна Черних , rusko: Людми́ла Ива́новна Черны́х) je ruska astronomka * 13. junij 1935 Šuja, Ivanovska oblast, Sovjetska zveza, † 28. julij 2017.

## Delo
Diplomirala je v Irkutsku na Državni pedagoški univerzi. V letih med 1959 in 1963 je delala v Laboratoriju za čas in frekvenco v fizikalno- tehničnem in radiotehničnem inštitutu v Irkutsku. Med letoma 1964 in 1998 je bila znanstvena sodelavka na Inštitutu za teoretično astronomijo pri Sovjetski akademiji znanosti. Ukvarjala se je z opazovanji na Krimskem astrofizikalnem observatoriju. Na observatoriju je delala skupaj s svojim soprogom Nikolajem Stepanovičem Černihom (Николай Степанович Черных)
Odkrila je tudi večje število asteroidov. Med bolj znanimi je apolonski asteroid 2212 Hefajst in asteroid 3147 Samanta
Po njej (in njenem soprogu) so poimenovali asteroid 2325 Černih, ki ga je odkril češki astronom Antonin Mrkos (1918 – 1996)